# Arnas Velička
Arnas Velička (Kaunas, 10 de diciembre de 1999) es un jugador de baloncesto lituano. Juega de base y su actual equipo es el Basketball Löwen Braunschweig de la Basketball Bundesliga.

## Carrera deportiva
Formado en la cantera del Zalgiris, en 2016 completaría su etapa de formación en el conjunto del FC Barcelona, firmando un contrato por varias temporadas.
En el mismo año, formando parte de la selección lituana ganaría a España en el partido por el bronce en el Mundial Sub-17 de Zaragoza, además, sería nombrado el mejor base del torneo. El talento de Velicka quedaría demostrado en el partido que decidió el bronce, donde le hizo al combinado nacional 18 puntos, 6 rebotes y 8 asistencias desde la dirección de juego. En 2016, disputó Adidas Next Generation Tournament con el Zalgiris, a pesar de no poder alcanzar la final, el lituano se fue hasta los 13 puntos y 10 rebotes de promedio.
En la temporada 2016/17 forma parte del filial del  FC Barcelona B, que juega en LEB Oro, alternando algunos minutos en el primer equipo de la Liga ACB.
El 10 de febrero de 2021, firma por el Basketball Löwen Braunschweig de la Basketball Bundesliga.
El 20 de agosto de 2021 fichó en Italia con el Napoli Basket, recién ascendido a la Serie A.
El 11 de agosto de 2022 fichó por el Niners Chemnitz de la Basketball Bundesliga.
El 26 de julio de 2023, regresó a Lituania y firmó con el subcampeón de la Liga de Baloncesto de Lituania, el Rytas Vilnius.
El 1 de agosto de 2024 fichó por el Löwen Braunschweig de la Basketball Bundesliga.